# أينار إيفيلاند
أينار إيفيلاند (بالنرويجية البوكمول: Einar Iveland)‏ (9 مايو 1892— 15 مايو 1975) سياسي نرويجي عن الحزب الليبرالي.
ولد في إيفيلاند. وانتُخب عضوا في البرلمان النرويجي عن أوست أغدر في عام 1950، لكنه لم يعد انتخابه عام 1954. كان قد خدم سابقا في منصب نائب خلال فترة 1934-1936.
حصل على عدة مناصب في المجلس البلدي لإيفيلاند بين عامي 1933-1950 ، وكان رئيسا لمجلس مقاطعة أوست أغدر في عام 1940 و1945-1949